# Asychis gotoi
Asychis gotoi är en ringmaskart. Asychis gotoi ingår i släktet Asychis och familjen Maldanidae. Inga underarter finns listade i Catalogue of Life.